# Giovanni Battista Cipriani
Giovanni Battista Cipriani, född 1727 i Florens, död 14 december 1785 i London, var en italiensk målare och gravör inom rokokon och nyklassicismen. Cipriani var en av grundarna av Royal Academy of Arts.
Inledningsvis studerade Cipriani för Ignatius Hugford och senare för Anton Domenico Gabbiani. Åren 1750–1753 tillbringade Cipriani i Rom och blev bekant med arkitekten William Chambers och skulptören Joseph Wilton. År 1755 reste Cipriani till England
Cipriani målade ett innertak i bostadskomplexet Albany i London samt delar av ett tak i Buckingham House. I Somerset House har Cipriani utfört fyra målningar.
Bland Ciprianis elever fanns John Alexander Gresse, Charles Grignion den yngre och Mauritius Lowe.
Cipriani är begravd i Dovehouse Green i Chelsea.

## Bilder

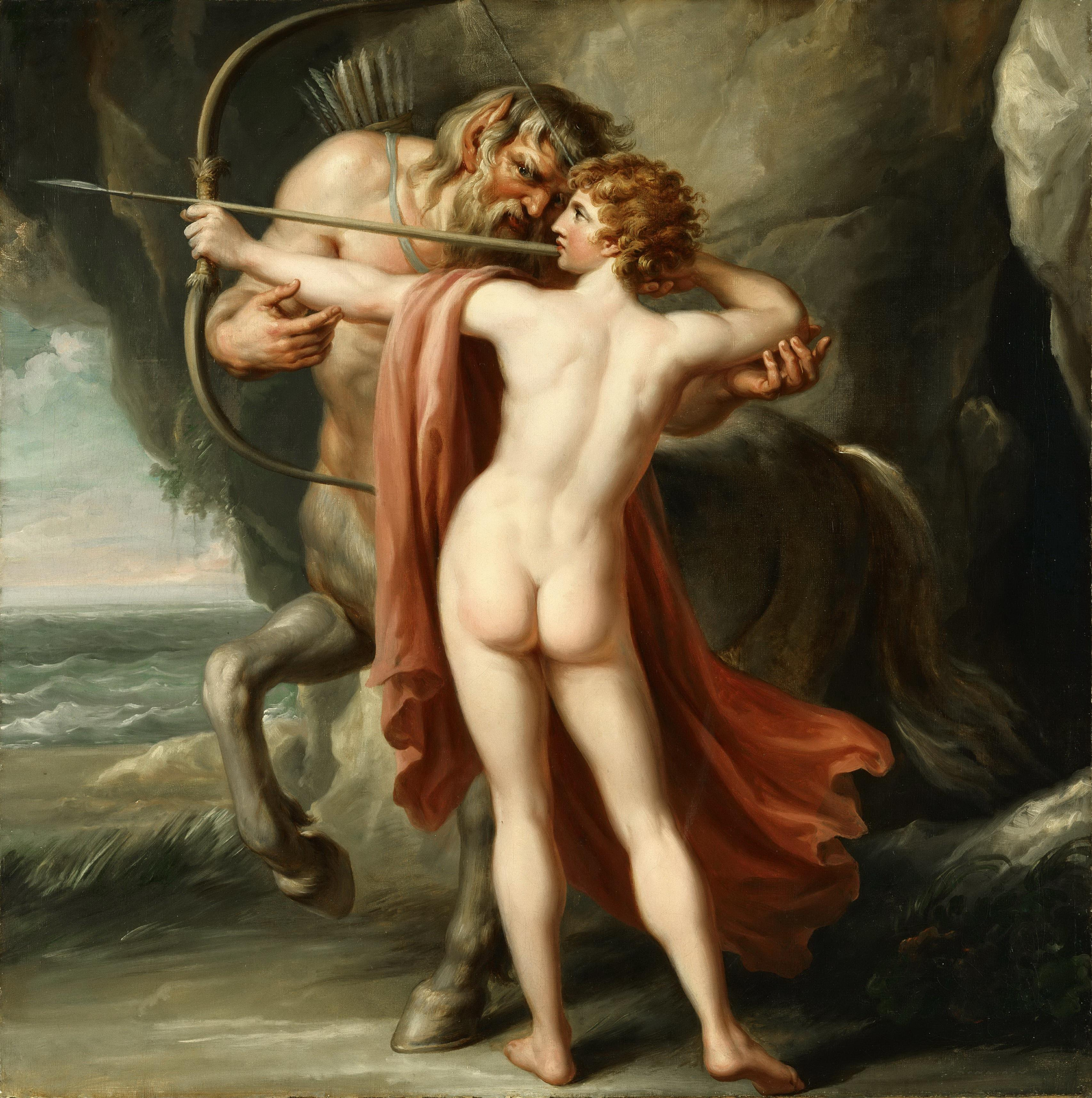
Chiron instruerar Akilles i bågskytte. Philadelphia Museum of Art.
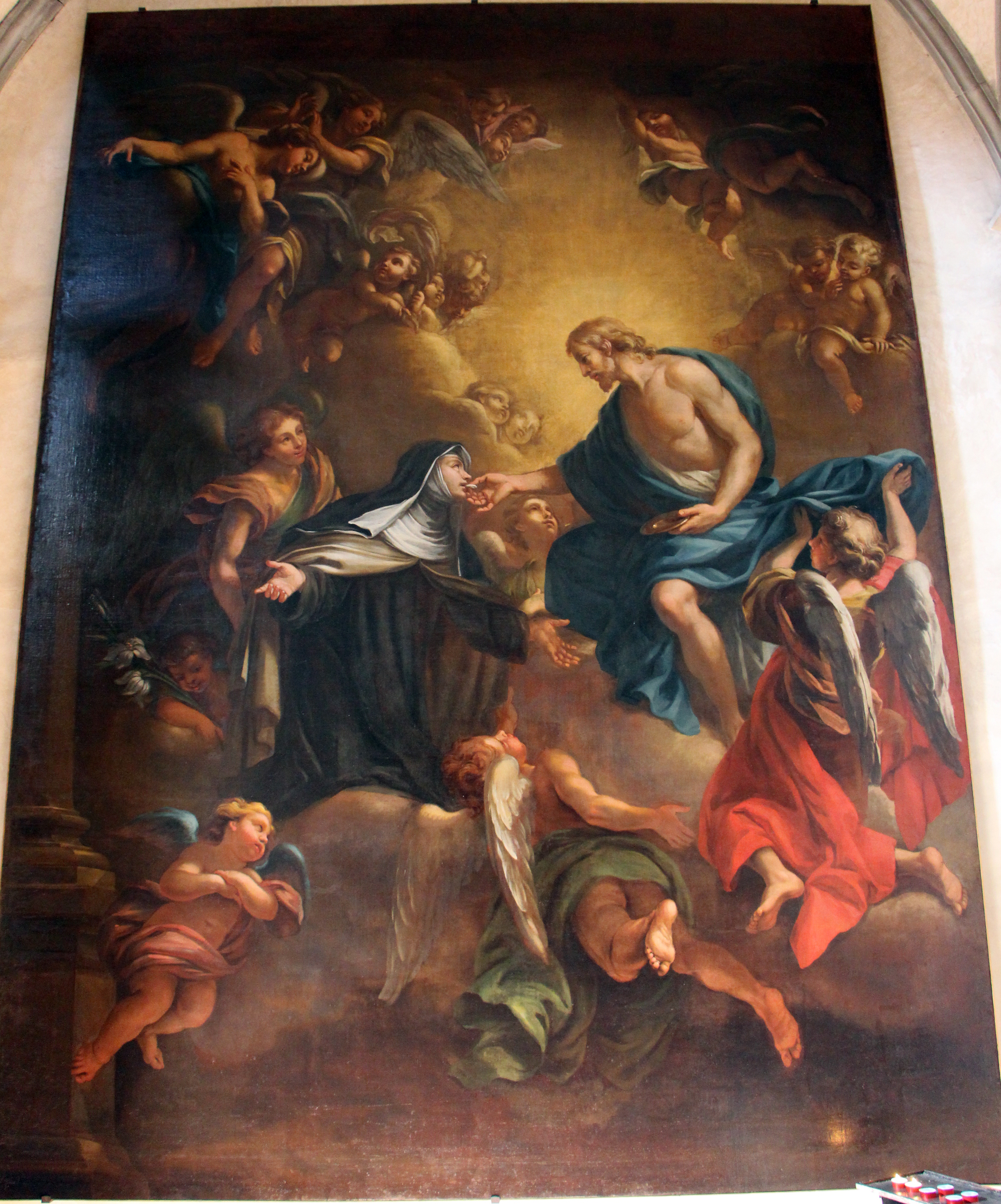
Kristus ger kommunionen åt Maria Maddalena dei Pazzi. Kyrkan Santa Maria Maddalena dei Pazzi i Florens.
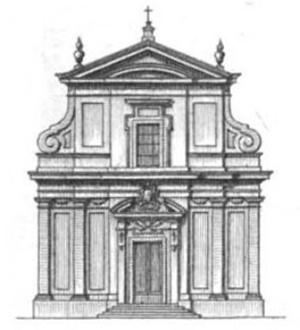
Kyrkan San Caio i Rom.